# Pop Goes the World (canción de Men Without Hats)
Pop Goes the World —en español: «El pop va por el mundo»— es una canción de la banda canadiense de new wave y synthpop «Men Without Hats». Fue lanzada en octubre de 1987 como sencillo principal de su tercer álbum de estudio del mismo nombre. La canción alcanzó la posición número uno en Austria. Fue escrita originalmente como instrumental electrónico. La canción ha sido incluida en el Salón de la Fama de los Compositores Canadienses . 

## Contenido
Ivan Doroschuk escribió la canción como una melodía instrumental alegre, al estilo «Palomita de maiz» y la etiquetó al final de una demostración de 10 a 12 pistas que envió a su productor. El productor lo instó a descartar las otras canciones, ponerle letra al instrumental y escribir entre 10 y 12 canciones más en la misma línea. El instrumental se convirtió en Pop Goes the World y las otras canciones nuevas se convirtieron en el resto del álbum. 
La canción cuenta la historia de Johnny y Jenny, los dos miembros de un grupo musical llamado The Human Race en su búsqueda de fama en la industria. Sin embargo, en un momento la letra señala que se dan cuenta de que podrían ganar «más dinero en una pantalla de cine». Los instrumentos elegidos por los miembros varían a lo largo de la canción, aunque Johnny es principalmente guitarrista y Jenny es bajista.

## Video musical
El vídeo musical de la canción presenta al cantante Ivan Doroschuk, quien cuenta la historia de Johnny, interpretado por el guitarrista Stefan Doroschuk (quien se hace pasar por Elvis Presley ), y Jenny, interpretada por una actriz desconocida que toca a docle mano el bajo Höfner 500/1. Se ve a los dos bailando alrededor de un escenario lleno de burbujas junto con muchos otros personajes, incluido un bebé que toca el teclado y Bonhomme. La palabra ¡Pop!, escrita con reminiscencias de un cómic, aparece periódicamente en la pantalla al mismo tiempo que los ruidos que marcan la canción. El vídeo fue lanzado en 1988 en formato CD Vídeo.

## Músicos
- Ivan Doroschuk – voz, guitarra, teclados, programación de batería
- Stefan Doroschuk – coros, bajo

## En la cultura popular
La canción apareció en la película de 1987 Cita con un ángel muy especial, protagonizada por Phoebe Cates, Emmanuelle Béart y Michael Knight . La canción también apareció muy brevemente en la película de 1991 Scanners II.
La marca de detergentes Tide utilizó la canción en anuncios de televisión de sus Pods en 2012. El riff de apertura de la canción también se utilizó en la publicidad promocional de la serie de televisión estadounidense El joven Sheldon en el verano de 2017.
Además, en muchos países del mundo, numerosos equipos de fútbol utilizan esta canción como cántico a la hora de alentar a sus equipos. Se sabe que en Sudamérica esta canción no tuvo el mismo impacto que en Europa, pero numerosos grupos de aficionados la utilizan.
- En Argentina, Paraguay y Ecuador, es utilizada por varios equipos y posiblemente sea la melodía más popular cantada por los aficionados. [4]
- En Japón, lo utiliza la selección nacional y el Yokohama F. Marinos.[5]
- En Brasil, es utilizado por el Sport Club Internacional .
- En Hungría, los aficionados de Diósgyőr usan la canción con la letra: "Amíg élek én, nem érdekel más, csak a Diósgyőr, csak a Diósgyőr, csak a Diósgyőr!" ("Mientras viva, no me importa nada más que Diósgyőr, sólo Diósgyőr, sólo Diósgyőr!").
- En Israel, los aficionados del Hapoel Tel Aviv cantan la canción con la letra: "הפועל עולה" ("Hapoel sube").

En las protestas chilenas de 2019 contra el gobierno chileno, los manifestantes crearon la canción «Chile Despertó», utilizando la melodía de «Pop Goes the World».
Desde diciembre de 2015, la canción también es muy popular en Argentina como himno de los seguidores kirchneristas de la expresidenta Cristina Fernández de Kirchner; que cantan «Oooh, Vamos a volver, a Volver a Volver, Vamos a Volver».